# Окуда, Джефф
Джеффри Окуда (англ. Jeffrey Okudah, 2 февраля 1999, Парсиппани-Трой-Хиллс, Нью-Джерси) — профессиональный американский футболист, выступающий на позиции корнербека в клубе НФЛ «Детройт Лайонс». На студенческом уровне играл за команду университета штата Огайо. На драфте НФЛ 2020 года был выбран в первом раунде под общим третьим номером.

## Биография
Джеффри Окуда родился 2 февраля 1999 года в Парсиппани в штате Нью-Джерси. Его родители, принадлежавшие к народу игбо, эмигрировали в США из Нигерии в 1990 году. Он окончил старшую школу в городе Гранд-Прери в Техасе, играл в составе её футбольной команды. В 2016 году он был признан Игроком года в штате, перед поступлением в университет сайт 247Sports ставил его на первое место среди корнербеков, а ESPN и Rivals называли его лучшим сэйфти. В январе 2017 года Окуда поступил в университет штата Огайо.

### Любительская карьера
В составе Огайо Стейт Бакайс Окуда выступал с 2017 по 2019 год. За три сезона карьеры он провёл 41 матч, 15 из них начал в стартовом составе команды. Он стал первым в истории университета корнербеком, консенсусно включённым в сборную звёзд сезона NCAA. В 2019 году Окуда вошёл в число финалистов награды Торпа, присуждаемой лучшему ди-бэку студенческого футбола.

#### Статистика выступлений в NCAA
| Сезон | Команда            | Игры | Захваты | Захваты | Захваты | Захваты | Захваты | Перехваты | Перехваты | Перехваты | Перехваты | Перехваты | Фамблы | Фамблы | Фамблы | Фамблы |
| Сезон | Команда            | Игры | Solo    | Ast     | Tot     | Loss    | Sk      | Int       | Yds       | Y/R       | TD        | PD        | FR     | Yds    | TD     | FF     |
| ----- | ------------------ | ---- | ------- | ------- | ------- | ------- | ------- | --------- | --------- | --------- | --------- | --------- | ------ | ------ | ------ | ------ |
| 2017  | Огайо Стейт Бакайс | 14   | 12      | 5       | 17      | 0,0     | 0,0     | 0         | 0         | 0,0       | 0         | 1         | 1      | 0      | 0      | 0      |
| 2018  | Огайо Стейт Бакайс | 13   | 24      | 8       | 32      | 0,0     | 0,0     | 0         | 0         | 0,0       | 0         | 8         | 1      | 0      | 0      | 0      |
| 2019  | Огайо Стейт Бакайс | 14   | 28      | 6       | 34      | 1,0     | 0,0     | 3         | 0         | 0,0       | 0         | 9         | 0      | 0      | 1      | 1      |
| Всего | Всего              | 41   | 64      | 19      | 83      | 1,0     | 0,0     | 3         | 0         | 0,0       | 0         | 18        | 2      | 0      | 0      | 1      |

### Профессиональная карьера
Перед драфтом НФЛ 2020 года аналитик сайта Bleacher Report Мэтт Миллер называл Окуду одним из лучших молодых корнербеков, выходивших на драфт за последние несколько лет. Сильными сторонами игрока он указывал физические данные, умение выбрать правильную позицию, чтобы обыграть быстрых принимающих, игровой интеллект, эффективность действий в персональном прикрытии. К недостаткам он относил навыки работы с мячом, из-за чего в колледже Окуда сделал всего три перехвата, и силовой стиль игры, приводящий к нарушениям правил. Миллер прогнозировал ему будущее в статусе одного из лучших корнербеков лиги.
На драфте Окуда был выбран «Детройтом» в первом раунде под общим третьим номером. В июле он подписал с клубом стандартный четырёхлетний контракт с возможностью продления на год по инициативе команды. Сумма соглашения составила 33,5 млн долларов, 21,9 млн из них игрок получил в качестве подписного бонуса. Дебютный сезон в лиге сложился для него неудачно. Окуда сыграл в девяти матчах регулярного чемпионата, шесть из них начав в стартовом составе, сделал четыре захвата с потерей ярдов и сбил две передачи. На его счету не было ни одного перехвата. По оценкам сайта Pro Football Focus он занял 115 место среди 121 корнербека. Перед началом сезона 2021 года в «Детройте» сменился тренерский штаб. Новый главный тренер Дэн Кэмпбелл отмечал, что по ходу подготовки к чемпионату Окуда прогрессировал, в нём видели одного из лидеров обновлённой защиты. Проявить себя ему не удалось, уже по ходу первого матча игрок получил разрыв ахиллова сухожилия и выбыл из строя до конца сезона.

#### Статистика выступлений в НФЛ

##### Регулярный чемпионат
| Сезон | Команда        | Игры | Захваты | Захваты | Захваты | Захваты | Захваты | Перехваты | Перехваты | Перехваты | Перехваты | Перехваты | Фамблы | Фамблы | Фамблы | Фамблы |
| Сезон | Команда        | Игры | Solo    | Ast     | Tot     | Loss    | Sk      | Int       | Yds       | Y/R       | TD        | PD        | FR     | Yds    | TD     | FF     |
| ----- | -------------- | ---- | ------- | ------- | ------- | ------- | ------- | --------- | --------- | --------- | --------- | --------- | ------ | ------ | ------ | ------ |
| 2020  | Детройт Лайонс | 9    | 41      | 6       | 47      | 4       | 0,0     | 1         | 36        | 36,0      | 0         | 2         | 0      | 0      | 0      | 0      |
| 2021  | Детройт Лайонс | 1    | 3       | 1       | 4       | 0       | 0,0     | 0         | 0         | 0,0       | 0         | 1         | 0      | 0      | 0      | 0      |
| Всего | Всего          | 10   | 44      | 7       | 51      | 4       | 0,0     | 1         | 36        | 36,0      | 0         | 3         | 0      | 0      | 0      | 0      |